# Fiore di Terra Santa
Il Fiore di Terra Santa è un libro di Girolamo Castiglione, pubblicato la prima volta a Roma nel 1491 per i tipi di Eucharius Silber; a questa edizione ne seguirono una realizzata a Messina nello stesso anno dallo stampatore Georg Ricker e una, datata 1499, sempre messinese.

## Descrizione
Si tratta di una descrizione del viaggio effettuato dall'autore in Terra santa dopo il 1486. Castiglione fu, come si evince dalla prefazione dell'opera, frate (non se ne conosce l'Ordine) e predicatore apostolico milanese. 
Il Fiore, è il resoconto del suo pellegrinaggio,che lo portò anche Egitto, Siria e Libano; il testo, in un italiano con forte inflessioni dialettali, è di notevole importanza storica soprattutto per la presenza di descrizioni di chiese e monasteri oggi scomparsi.